# Clarissenklooster (Turnhout)

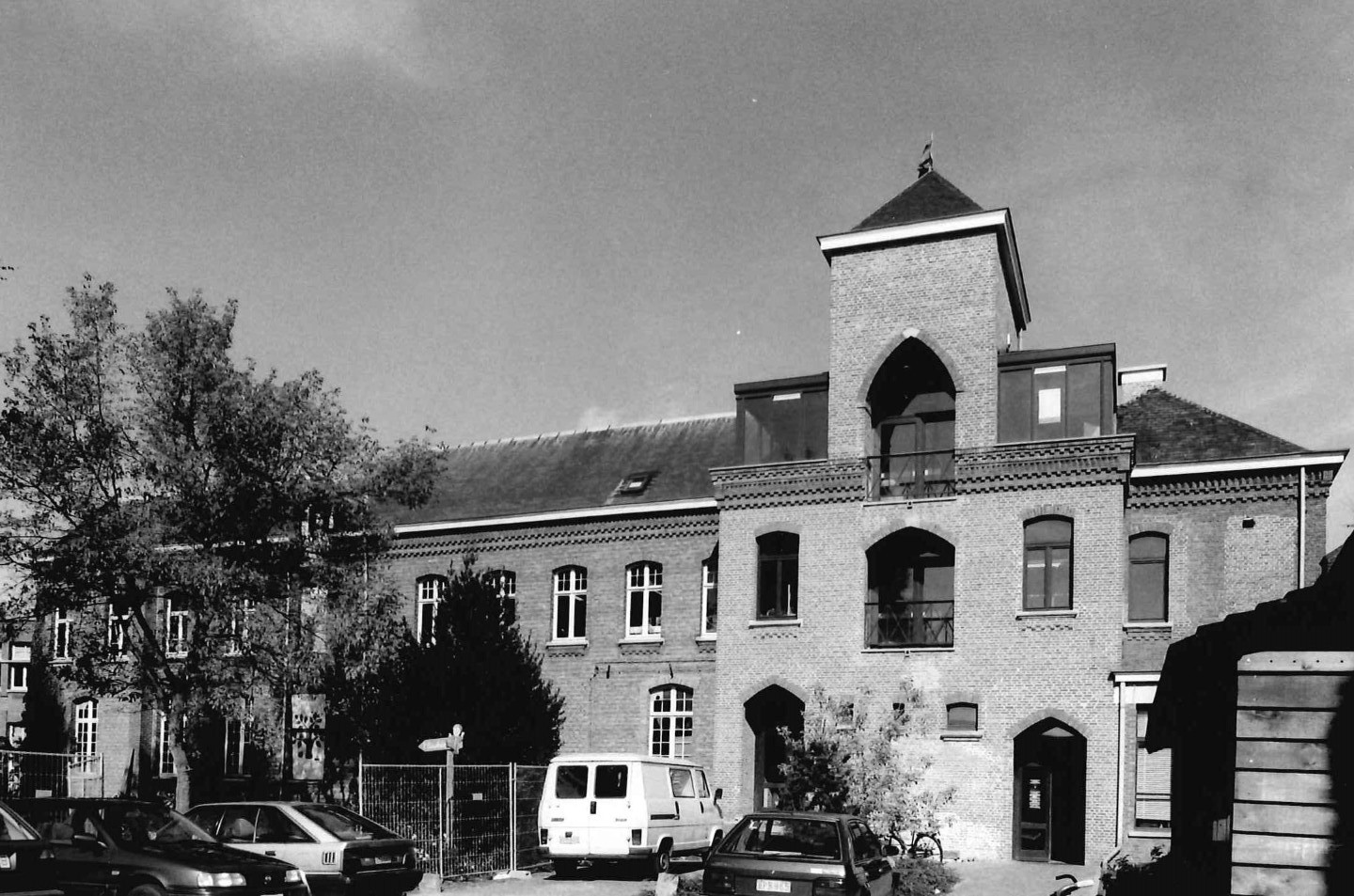
Clarissenklooster met kerk

Het Clarissenklooster is een voormalig klooster in de stad Turnhout, gelegen aan Draaiboomstraat 6 en Otterstraat 126.

## Geschiedenis
De Clarissen kwamen in 1875 naar Turnhout, maar pas in 1883 vestigden ze zich in het klooster van de Draaiboomstraat. In 1935 werd het klooster aan de westzijde vergroot. Er kwam ook een nieuwe wasserij, strijkerij en hostiebakkerij. In 1970 vertrokken zij weer naar een nieuw kloosterpand aan Heizijde 29. In het oude klooster kwam onder meer het jeugdcentrum De Wollewei.
Eén van de bijzondere activiteiten van de zusters betrof het vervaardigen van beelden in was.

## Gebouw
De oudste gebouwen zijn van 1882-1883 en 1887-1888. Deze werden ontworpen door Pieter Jozef Taeymans. Alle gebouwen werden opgetrokken in baksteen.
Bij het klooster behoort ook de Sint-Antonius van Paduakerk. Dit ingebouwde neogotische kerkje is van 1887-1888. Het is een basilicaal bakstenen kerkgebouwtje met een puntgevel als voorgevel, waarboven zich een dakruiter bevindt. In nissen in de voorgevel staan beelden van Antonius van Padua en de Heilige Clara.
De kerk bezit beelden en schilderingen uit 1910-1911.